# Salame di Mugnano
Il salame di Mugnano è un salame che trova origine in un paese dell’irpinia, Mugnano del Cardinale. È stato riconosciuto, dal ministero delle Politiche agricole su proposta della regione Campania come uno dei prodotti agroalimentari tradizionali italiani. 

## Lavorazione e produzione
La lavorazione di questo insaccato è ancora effettuata da diversi opifici presenti nel territorio del paese e nei comuni limitrofi.
La produzione avviene con carni di spalla e fiocco di prosciutto macinate e mischiate con pancetta. Il diametro è decisamente maggiore rispetto al salame Napoli. Il budello è di suino (viene denominato crespone) ed è ancora legato a mano con dello spago. La caratteristica tipica del prodotto è però l’affumicatura, effettuata su degli appositi bracieri, e soprattutto l’asciugatura che avviene in presenza di un vento costante tipico della zona di produzione e che contribuisce alla fase conclusiva del processo. Infatti, quest’area, il vento soffia in direzione sud-sud-ovest e si dice porti con sé gli aromi di faggi, querce e castagni, garantendo al prodotto una stagionatura unica.
I comuni di produzione sono, nella Provincia di Avellino: Mugnano del Cardinale, Avella, Baiano, Sirignano, Sperone; e in quella di Napoli: Camposano, Casamarciano, Cicciano, Cimitile, Comiziano, Marigliano, Nola, San Vitaliano, Saviano, Scisciano, Tufino.

Del salame paesano o salame di Mugnano si ha traccia già nel 1300 su documenti riguardanti l’attuale Mugnano del Cardinale. Durante la visita di papa Pio IX al santuario di Santa Filomena a Mugnano del Cardinale, il pontefice fu omaggiato con una cesta in legno contenente salame paesano o di Mugnano. Il salame di Mugnano è incluso tra i prodotti agroalimentari tradizionali campani dal Ministero delle politiche agricole alimentari e forestali.